# Gelobd halmuiltje
Het gelobd halmuiltje (Oligia strigilis) is een nachtvlinder uit de familie van de Noctuidae (uilen). De vlinder heeft een voorvleugellengte van 11 tot 13 millimeter. De imago is vaak moeilijk te onderscheiden van het donker halmuiltje en het bont halmuiltje, deze hebben echter geen zwarte adertjes in het zoomveld. Vaak is microscopisch onderzoek aan de genitaliën van mannetjes nodig om zekerheid over de determinatie te krijgen. De soort overwintert als rups. De soort komt verspreid over Europa voor.

## Waardplanten
De waardplanten van het gelobd halmuiltje komen uit de grassenfamilie, zoals kropaar, rietgras en kweek.

## Voorkomen in Nederland en België
Het gelobd halmuiltje is in Nederland en België een vrij gewone soort, die verspreid over het hele gebied voorkomt. De vliegtijd is van half mei tot eind augustus in één generatie.